# Città di Palermo (croiseur auxiliaire, 1915)
Pour les articles homonymes, voir Città di Palermo.
Le Città di Palermo était un croiseur auxiliaire de la Regia Marina, anciennement un paquebot italien.

## Historique
Construit entre 1909 et 1910, le Città di Palermo faisait partie d’une série de quatre navires à vapeur rapides commandés par les chemins de fer de l’État (les trois autres étant le Cittá di Messina, le Città di Siracusa et le Città di Catania). Ces navires, semblables par leurs caractéristiques générales, différaient par leur propulsion et par leur apparence. Avant même le déclenchement de la Première Guerre mondiale, il était prévu dans les plans de la Regia Marina qu’en cas de guerre, les quatre navires, en raison de leur vitesse considérable (20 nœuds), seraient réquisitionnés, armés et utilisés comme croiseurs auxiliaires.
Pour cette raison, en 1911-1912, lorsque la guerre italo-turque éclata, le navire, comme les trois autres unités similaires, fut réquisitionné et armé comme croiseur auxiliaire, participant ainsi à ce conflit. À la fin de la guerre, le Città di Palermo reprit son service régulier de transport de passagers.
Peu de temps avant l’entrée de l’Italie dans la Première Guerre mondiale, le Città di Palermo est à nouveau réquisitionné, armé de 4 canons de 120/40 mm et de 2 canons de 76/40 mm (pour d’autres sources, de 47/40 mm) et immatriculé dans le registre des navires auxiliaires de l’État en tant que croiseur auxiliaire,, également utilisé pour le transport de troupes. Le 24 mai 1915, le navire était basé à Brindisi, sous le commandement du capitaine de frégate Cuturi, et était le navire amiral de la division d’éclaireurs, portant la marque du Contrammiraglio Enrico Millo.
Le 11 juillet 1915, peu après l’entrée en guerre, le Città di Palermo est affecté à la force navale chargée du débarquement et de l’occupation de l’île de Pelagosa. Le navire, qui faisait partie du IIe groupe de cette force navale et transportait l’unité destinée à l’occupation, ainsi que son équipement et ses vivres, escorté par le destroyer Strale et les torpilleurs Clio, Cassiopeia, Calliope, Airone, Astore et Arpia. Il arriva peu avant trois heures du matin en face de la ville de Zadlo, sur l’île de Pelagosa. Après un premier débarquement d’unités d’avant-garde pour vérifier l’absence de troupes ennemies, il jeta l’ancre à 5h30 du matin et commença à débarquer les troupes. L’opération fut terminée en quatre heures. Pelagosa a été occupée sans résistance : les deux seuls soldats austro-hongrois sur l’île, deux transmetteurs, se sont d’abord cachés puis se sont rendus. Cependant l’île a dû être abandonnée après quelques semaines, en raison des contre-attaques austro-hongroises.
Par la suite, le Città di Palermo a également été utilisé comme transport de troupes sur les routes maritimes entre les Pouilles et l’Albanie.
Dans la matinée du 8 janvier 1916, le Città di Palermo, toujours sous le commandement du capitaine de frégate Cuturi, quitte Brindisi pour Vlora (ou Durrës) avec à son bord 540 membres d’équipage et soldats du Commonwealth, dont 4 officiers et 139 sous-officiers et soldats britanniques. Ils étaient à destination, selon les sources, de Durrës ou du front de Thessalonique. Cependant, peu de temps après avoir quitté le port, le navire est entré vers 8 h 30 dans un champ de mines posé le 10 décembre par le sous-marin austro-hongrois UC-14 à environ 6 milles au nord-est de Brindisi. Il a heurté une mine et coulé avec une grande rapidité,,. De nombreux navires britanniques se précipitent sur les lieux, réussissant à sauver la grande majorité des hommes à bord. Deux des navires, le Freuchny et le Morning Star, ont également été détruits par des mines lors des opérations de sauvetage, avec la perte de 8 et 9 hommes d’équipage respectivement,,,.
Les pertes à bord du Città di Palermo s’élèvent à 87 tués (54 Britanniques et 33 Italiens), tandis que 453 hommes (dont 84 Britanniques), dont 24 blessés, sont secourus par des unités de sauvetage.